# Temporada 1995-96 de los Vancouver Grizzlies
La temporada 1995-96 fue la primera de los Vancouver Grizzlies en la NBA, tras la ampliación de la liga de 27 a 28 equipos, entrando a formar parte de la misma junto a los Toronto Raptors. Ambos equipos fueron los primeros canadienses en formar parte de la liga desde los Toronto Huskies en la Temporada 1946-47. La temporada regular acabó con 15 victorias y 67 derrotas, ocupando el decimocuarto puesto de la conferencia Este, no logrando clasificarse para los playoffs.

## Draft de expansión
| Pick | Jugador         | Posición  | Nacionalidad   | Antiguo equipo      |
| ---- | --------------- | --------- | -------------- | ------------------- |
| 2    | Greg Anthony    | Base      | Estados Unidos | New York Knicks     |
| 4    | Rodney Dent     | Pívot     | Estados Unidos | Orlando Magic       |
| 6    | Antonio Harvey  | Alero     | Estados Unidos | Los Angeles Lakers  |
| 8    | Reggie Slater   | Ala-Pívot | Estados Unidos | Denver Nuggets      |
| 10   | Trevor Ruffin   | Base      | Estados Unidos | Phoenix Suns        |
| 12   | Derrick Phelps  | Base      | Estados Unidos | Sacramento Kings    |
| 14   | Larry Stewart   | Ala-Pívot | Estados Unidos | Washington Bullets  |
| 16   | Kenny Gattison  | Ala-Pívot | Estados Unidos | Charlotte Hornets   |
| 18   | Byron Scott     | Escolta   | Estados Unidos | Indiana Pacers      |
| 20   | Gerald Wilkins  | Alero     | Estados Unidos | Cleveland Cavaliers |
| 22   | Benoit Benjamin | Pívot     | Estados Unidos | New Jersey Nets     |
| 24   | Doug Edwards    | Alero     | Estados Unidos | Atlanta Hawks       |
| 26   | Blue Edwards    | Escolta   | Estados Unidos | Utah Jazz           |

## Elecciones en elDraft
| Ronda | Puesto | Jugador        | Posición | Nacionalidad   | Universidad    |
| ----- | ------ | -------------- | -------- | -------------- | -------------- |
| 1     | 6      | Bryant Reeves  | Pívot    | Estados Unidos | Oklahoma State |
| 2     | 36     | Lawrence Moten | Base     | Estados Unidos | Syracuse       |

## Temporada regular
| División Medio Oeste   | División Medio Oeste | División Medio Oeste | División Medio Oeste | División Medio Oeste | División Medio Oeste | División Medio Oeste | División Medio Oeste | División Medio Oeste |
| Equipo                 | G                    | P                    | %                    | PD                   | Casa                 | Fuera                | Div                  |                      |
| ---------------------- | -------------------- | -------------------- | -------------------- | -------------------- | -------------------- | -------------------- | -------------------- | -------------------- |
| y-San Antonio Spurs    | 59                   | 23                   | .720                 | –                    | 33–8                 | 26–15                | 19–5                 |                      |
| x-Utah Jazz            | 55                   | 27                   | .671                 | 4                    | 34–7                 | 21–20                | 14–10                |                      |
| x-Houston Rockets      | 48                   | 34                   | .585                 | 11                   | 27–14                | 21–20                | 15–9                 |                      |
| Denver Nuggets         | 35                   | 47                   | .427                 | 24                   | 24–17                | 11–30                | 13–11                |                      |
| Minnesota Timberwolves | 26                   | 56                   | .317                 | 33                   | 17–24                | 9–32                 | 10–14                |                      |
| Dallas Mavericks       | 26                   | 56                   | .317                 | 33                   | 16–25                | 10–31                | 10–14                |                      |
| Vancouver Grizzlies    | 15                   | 67                   | .183                 | 44                   | 10–31                | 5–36                 | 3–21                 |                      |

## Estadísticas

### Temporada regular
| Rk | Jugador         | Edad | P  | PT | MP   | TC  | TCI  | %TC  | T3  | T3I | %T3   | TL  | TLI | %TL  | RO  | RD  | RT  | AS  | RB  | TAP | BP  | FP  | PTS  |
| -- | --------------- | ---- | -- | -- | ---- | --- | ---- | ---- | --- | --- | ----- | --- | --- | ---- | --- | --- | --- | --- | --- | --- | --- | --- | ---- |
| 1  | Blue Edwards    | 30   | 82 | 82 | 33.8 | 4.9 | 11.7 | .419 | 1.0 | 3.0 | .343  | 1.9 | 2.5 | .755 | 1.2 | 3.0 | 4.2 | 2.6 | 1.4 | 0.6 | 2.1 | 3.0 | 12.7 |
| 2  | Bryant Reeves   | 22   | 77 | 63 | 31.9 | 5.2 | 11.4 | .457 | 0.0 | 0.0 | .000  | 2.8 | 3.9 | .732 | 2.3 | 5.1 | 7.4 | 1.4 | 0.6 | 0.7 | 2.0 | 2.9 | 13.3 |
| 3  | Benoit Benjamin | 31   | 13 | 13 | 31.1 | 5.5 | 12.4 | .441 | 0.0 | 0.0 |       | 3.0 | 4.3 | .696 | 2.4 | 5.5 | 7.9 | 1.2 | 0.8 | 1.2 | 2.6 | 3.1 | 13.9 |
| 4  | Greg Anthony    | 28   | 69 | 68 | 30.4 | 4.7 | 11.3 | .415 | 1.3 | 3.9 | .332  | 3.3 | 4.3 | .771 | 0.4 | 2.1 | 2.5 | 6.9 | 1.7 | 0.2 | 2.3 | 2.0 | 14.0 |
| 5  | Gerald Wilkins  | 32   | 28 | 14 | 26.4 | 2.8 | 7.3  | .376 | 0.5 | 2.3 | .219  | 0.7 | 0.8 | .870 | 0.8 | 1.5 | 2.3 | 2.4 | 0.8 | 0.1 | 1.3 | 2.0 | 6.7  |
| 6  | Chris King      | 26   | 80 | 66 | 24.1 | 3.1 | 7.3  | .427 | 0.6 | 1.4 | .389  | 1.1 | 1.7 | .662 | 1.3 | 2.3 | 3.6 | 1.3 | 0.9 | 0.4 | 1.3 | 2.0 | 7.9  |
| 7  | Byron Scott     | 34   | 80 | 0  | 23.7 | 3.4 | 8.5  | .401 | 0.9 | 2.8 | .335  | 2.5 | 3.0 | .835 | 0.5 | 1.9 | 2.4 | 1.5 | 0.8 | 0.3 | 1.3 | 1.6 | 10.2 |
| 8  | Eric Murdock    | 27   | 64 | 14 | 23.1 | 3.4 | 8.1  | .422 | 0.6 | 1.9 | .320  | 1.7 | 2.0 | .809 | 0.3 | 2.1 | 2.4 | 4.6 | 2.0 | 0.1 | 1.9 | 1.9 | 9.1  |
| 9  | Kenny Gattison  | 31   | 25 | 14 | 22.8 | 3.6 | 7.6  | .479 | 0.0 | 0.0 |       | 1.9 | 3.1 | .603 | 1.4 | 3.2 | 4.6 | 0.6 | 0.4 | 0.4 | 1.6 | 3.0 | 9.2  |
| 10 | Antonio Harvey  | 25   | 18 | 6  | 22.8 | 2.2 | 5.3  | .411 | 0.0 | 0.1 | .000  | 1.1 | 2.4 | .465 | 1.5 | 3.7 | 5.2 | 0.5 | 0.8 | 1.2 | 1.0 | 2.1 | 5.4  |
| 11 | Anthony Avent   | 26   | 71 | 32 | 22.3 | 2.5 | 6.6  | .384 | 0.0 | 0.0 |       | 0.8 | 1.1 | .740 | 1.5 | 3.5 | 5.0 | 1.0 | 0.4 | 0.6 | 1.5 | 2.8 | 5.8  |
| 12 | Ashraf Amaya    | 24   | 54 | 34 | 20.4 | 2.2 | 4.7  | .480 | 0.0 | 0.0 | .000  | 1.8 | 2.8 | .651 | 2.1 | 3.5 | 5.6 | 0.6 | 0.4 | 0.2 | 1.1 | 2.8 | 6.3  |
| 13 | Eric Mobley     | 25   | 34 | 1  | 18.0 | 2.1 | 3.9  | .550 | 0.0 | 0.1 | .500  | 1.1 | 2.4 | .446 | 1.5 | 2.3 | 3.8 | 0.6 | 0.4 | 0.7 | 1.4 | 2.4 | 5.4  |
| 14 | Darrick Martin  | 24   | 24 | 0  | 16.8 | 2.5 | 5.5  | .450 | 0.2 | 0.9 | .227  | 1.6 | 1.9 | .826 | 0.5 | 1.0 | 1.6 | 2.5 | 1.1 | 0.0 | 1.5 | 2.0 | 6.7  |
| 15 | Doug Edwards    | 25   | 31 | 0  | 16.7 | 1.0 | 2.9  | .352 | 0.0 | 0.1 | .000  | 0.9 | 1.2 | .763 | 1.1 | 1.7 | 2.8 | 1.3 | 0.3 | 0.6 | 0.9 | 1.6 | 3.0  |
| 16 | Lawrence Moten  | 23   | 44 | 3  | 13.0 | 2.5 | 5.6  | .453 | 0.4 | 1.3 | .327  | 1.1 | 1.7 | .653 | 0.8 | 0.6 | 1.4 | 1.1 | 0.7 | 0.2 | 1.0 | 1.2 | 6.6  |
| 17 | Rich Manning    | 25   | 29 | 0  | 10.7 | 1.7 | 3.9  | .434 | 0.0 | 0.0 | .000  | 0.3 | 0.5 | .643 | 0.6 | 1.3 | 1.9 | 0.2 | 0.1 | 0.2 | 0.6 | 1.3 | 3.7  |
| 18 | Cuonzo Martin   | 24   | 4  | 0  | 4.8  | 0.8 | 1.3  | .600 | 0.8 | 0.8 | 1.000 | 0.0 | 0.5 | .000 | 0.3 | 0.3 | 0.5 | 0.5 | 0.3 | 0.0 | 0.3 | 0.3 | 2.3  |

## Galardones y récords
| Jugador       | Galardón                                |
| Bryant Reeves | 2.º Mejor quinteto de rookies de la NBA |